# Kivu
Kivu (anglicky Lake Kivu, francouzsky Lac Kivu) je jezero ve Střední Africe na hranicích Demokratické republiky Kongo a Rwandy.  Nachází se v tektonické propadlině a řadí se mezi Africká Velká jezera. Vznik jezera je spojen s lávovými potoky, které přehradily starou říční síť propadliny. Má rozlohu 2700 km². Dosahuje maximální hloubky 496 m. Leží v nadmořské výšce 1460 m.

## Historie

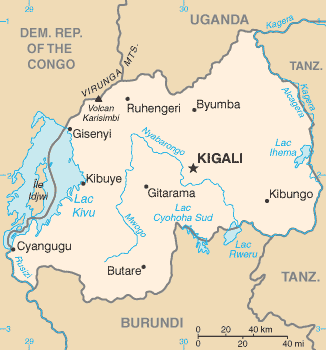
Jezerem zhruba od severu k jihu prochází hranice mezi Demokratickou republikou Kongo a Rwandou

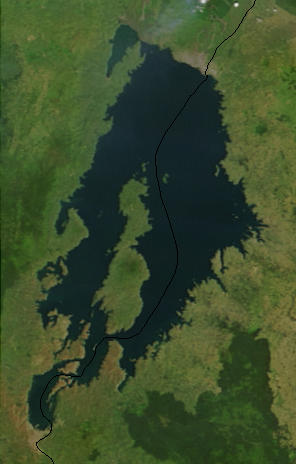
Jezero Kivu na satelitním snímku

První Evropan, který toto místo navštívil, byl německý důstojník, hrabě Gustav Adolf von Götzen v roce 1894. Jezero Kivu se stalo nechvalně známým kvůli mnoha obětem rwandské genocidy, během níž od dubna do července roku 1994 došlo k masovému vyvražďování mezi etnickými skupinami Tutsiů a Hutů.

## Popis
Pobřeží jezera je srázné a silně členité. Dno leží v příkopové propadlině a je pomalu vytlačováno vzhůru v důsledku vulkanické aktivity v regionu. Z jezera odtéká řeka Ruzizi, která teče na jih do jezera Tanganika. Voda je mírně slaná. Dnem jezera proniká oxid uhličitý, hromadí se tam a je stlačován obrovskou masou vody (jezero je na několika místech hluboké až 400 metrů). Bakteriální proces mění oxid uhličitý v metan. Kivu patří do trojice jezer, která jediná na světě obsahují ve svých hlubinách tzv. reliktní vodu, jež se vůbec nepohybuje.[zdroj?]

## Ostrovy
V jezeře se nachází přibližně 150 ostrovů. Výrazně největším a nejvýznamnějším ostrovem je 40 kilometrů dlouhý ostrov Idžwi (též Idživi). Ostrov je administrativně součástí konžské provincie Jižní Kivu, od hranice s Rwandou jej však dělí pouhý jeden kilometr. Idžvi je po tanzanském ostrovu Ukerewe ve Viktoriině jezeře druhým největším jezerním ostrovem na africkém kontinentě. 

## Osídlení pobřeží

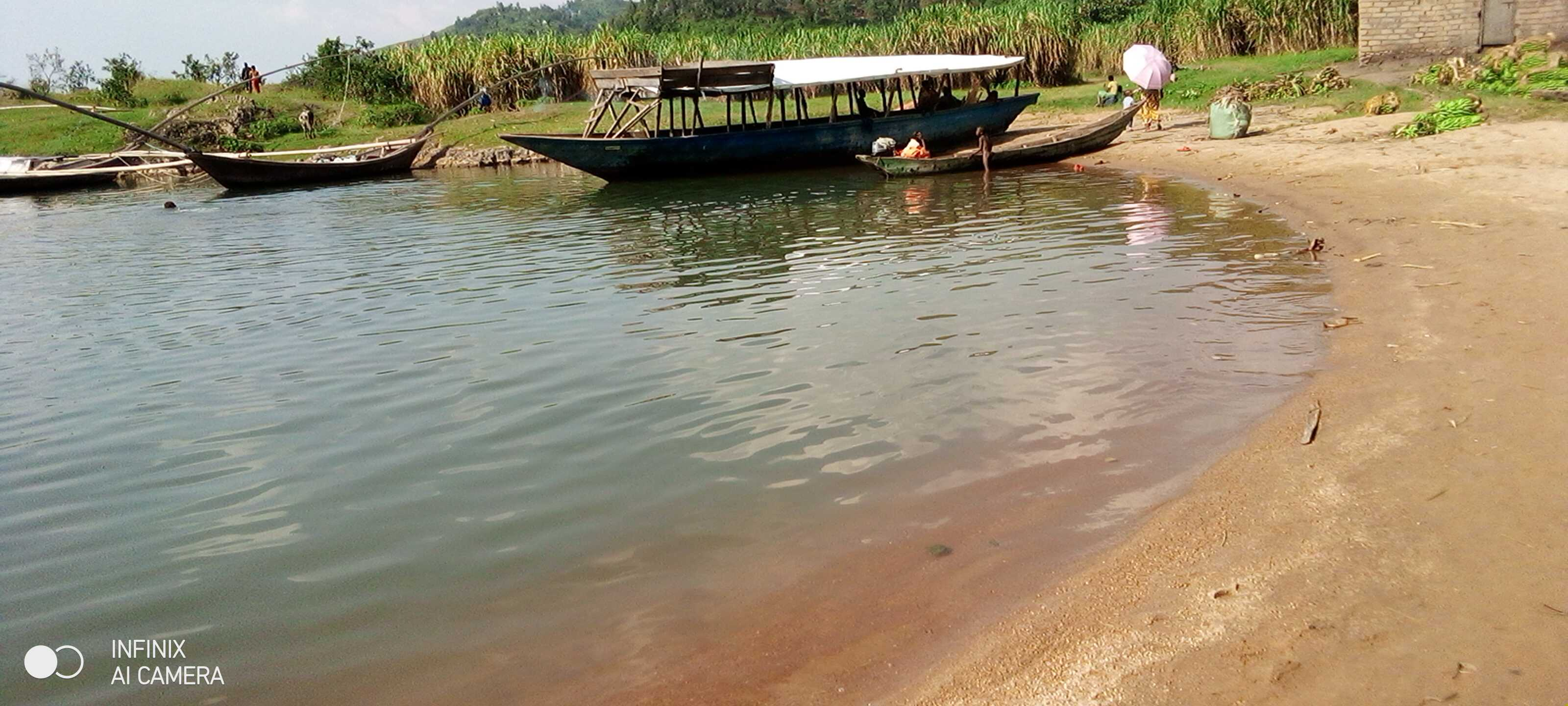
Pobřeží na území Rwandy

Pobřeží je poměrně hustě osídlené, nachází se zde mnoho vesnic a měst. Mezi největší sídla patří Bukavu, Kabare, Kalehe, Saké a Goma v Demokratické republice Kongo a Gisenyi, Kibuye a Cyangugu ve Rwandě.

## Vodní doprava

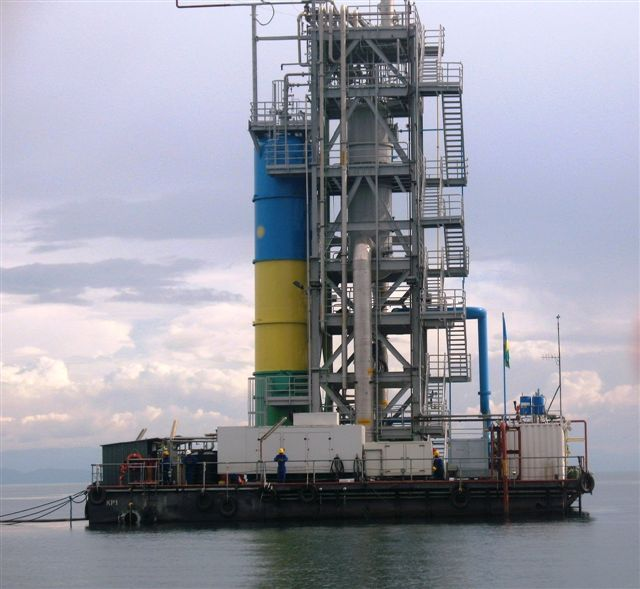
Extrakční plošina projektu KP1

Na jezeře je rozvinutá místní vodní doprava. Hlavní přístavy jsou Bukavu a Goma v Demokratické republice Kongo a Cyangugu ve Rwandě.

## Jezero jako zdroj energie
Pilotní projekt KP1, který testoval využití spodních vod jezera jako energetického zdroje, byl spuštěn v roce 2007, ale podobné pokusy probíhaly již na konci 20. století. Protože se tento generátor o výkonu do 5 MW osvědčil, začala v rámci projektu KivuWatt skotské společnosti ContourGlobal v létě 2015 výstavba jednotky o výkonu 25 MW, celkem jsou plánovány ještě tři další. Právě generátory o celkovém výkonu 100 MW by mohly spotřebovávat metan stejně rychle, jako se v jezeře tvoří.